# Рапш, Гундула
Гунду́ла Рапш (нем. Gundula Rapsch; 26 января 1963, Бохум, Северный Рейн — Вестфалия, ФРГ — 14 декабря 2011, Вена, Австрия) — немецкая актриса кино и театра.

## Биография
Гундула Рапш родилась 24 января 1963 года в Бохуме (Северный Рейн — Вестфалия, ФРГ).
Начиная с 1992 года и до своей смерти в 2011 году Гундула снималась в кино, сыграла 26 ролей в фильмах и сериалах. Также работала актрисой в театрах.
Гундула умерла в 48-летнем возрасте 14 декабря 2011 года в Вене (Австрия) после продолжительной борьбы с раком лёгкого. У Рапш остался сын.

## Фильмография
- Полная фильмография Гундулы Рапш на imdb